# タニノボリ科
タニノボリ科は、コイ目ドジョウ上科に属する科。以前はタニノボリ亜科とフクドジョウ亜科が含まれていたが、現在は、フクドジョウ亜科はフクドジョウ科として独立させる説が有力である。世界中に202種が存在する。近年の分類体系では、タニノボリ科Balitoridsと
ガストロミゾン科  (イワハイウオ科)Gastromyzontidaeの2科に分割する事もある。

## 分布
インドから中国(長江水系まで)、台湾にかけての山岳地帯の渓流に分布し、流れの速い河川での生活に適応している。

## 形態
口ヒゲは3対以上。鰓の開口部が小さい種類がある。胸鰭・腹鰭など対鰭が水平に拡大し、吸盤のような働きをする。頭部が平たくつぶれ、南アメリカに住むプレコとよばれるナマズ目魚類に似ることから、タニノボリ類もプレコの名で呼ばれることがある。外後頭骨は分離し、間舌骨を欠く。

## 利用
アクアリウムでは、チャイナバタフライBeaufortia kweichowensisや、ホンコンプレコPseudogastromyzon myersi、ボルネオプレコGastromyzon citulusなどがコケ駆除のためのタンクメイトとして導入されることがあり、熱帯魚とともに日本にも輸入され、販売されている。飼育者の間では、渋い体色と愛らしい動作で人気があり、一部の種は、愛好家が水槽内での繁殖も成功させている。

## 主な種類一覧
(観賞魚として日本で流通した事がある種と、和名がある種を表記)
(カタカナ表記は主な流通名、一部の種は和名を表記)

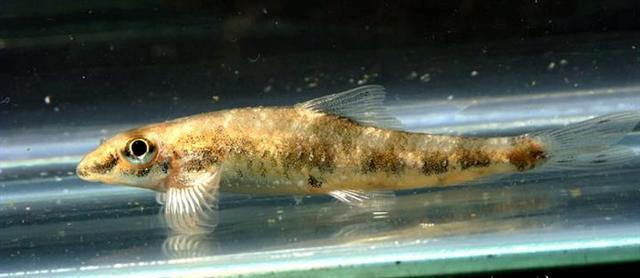
インド産

- Balitora(バリトラ) 属

ハイイロタニノボリ(グレイストーンローチ) Balitora brucei
トビヒラウオ (バリトラ・クワンシエンシス)Balitora kwangsiensis
マダライワハイウオ Balitora maculata
バーミーズストーンローチ Balitora burmanica
- Balitoropsis(バリトロプシス)属

ブラックリザードフィッシュ (バリトロプシス・ゾーリンゲリィ)Balitoropsis zollingeri
- bhavania(ブハウァニア)属

インドリザードフィッシュsp (ブハウァニア・アウセタラリス)bhavania australis

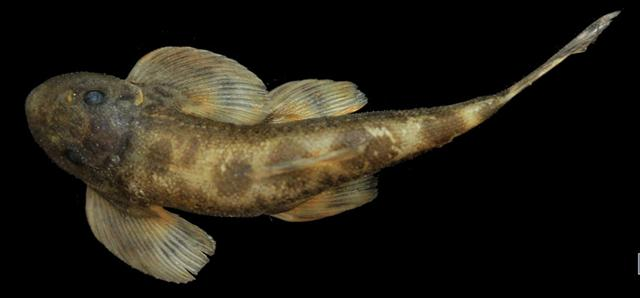
タイ産

- タニノボリ(ヘミミゾン)属 Hemimyzon

チャイナレオパードヒルストリームローチ (ヘミミゾン・ペンギ)Hemimyzon pengi
レオパードヒルストリームローチ (ヘミミゾン・ナネンシス) Hemimyzon nanensis
タニノボリ(ヘミミゾン・フォルモサヌス)Hemimyzon formosanus

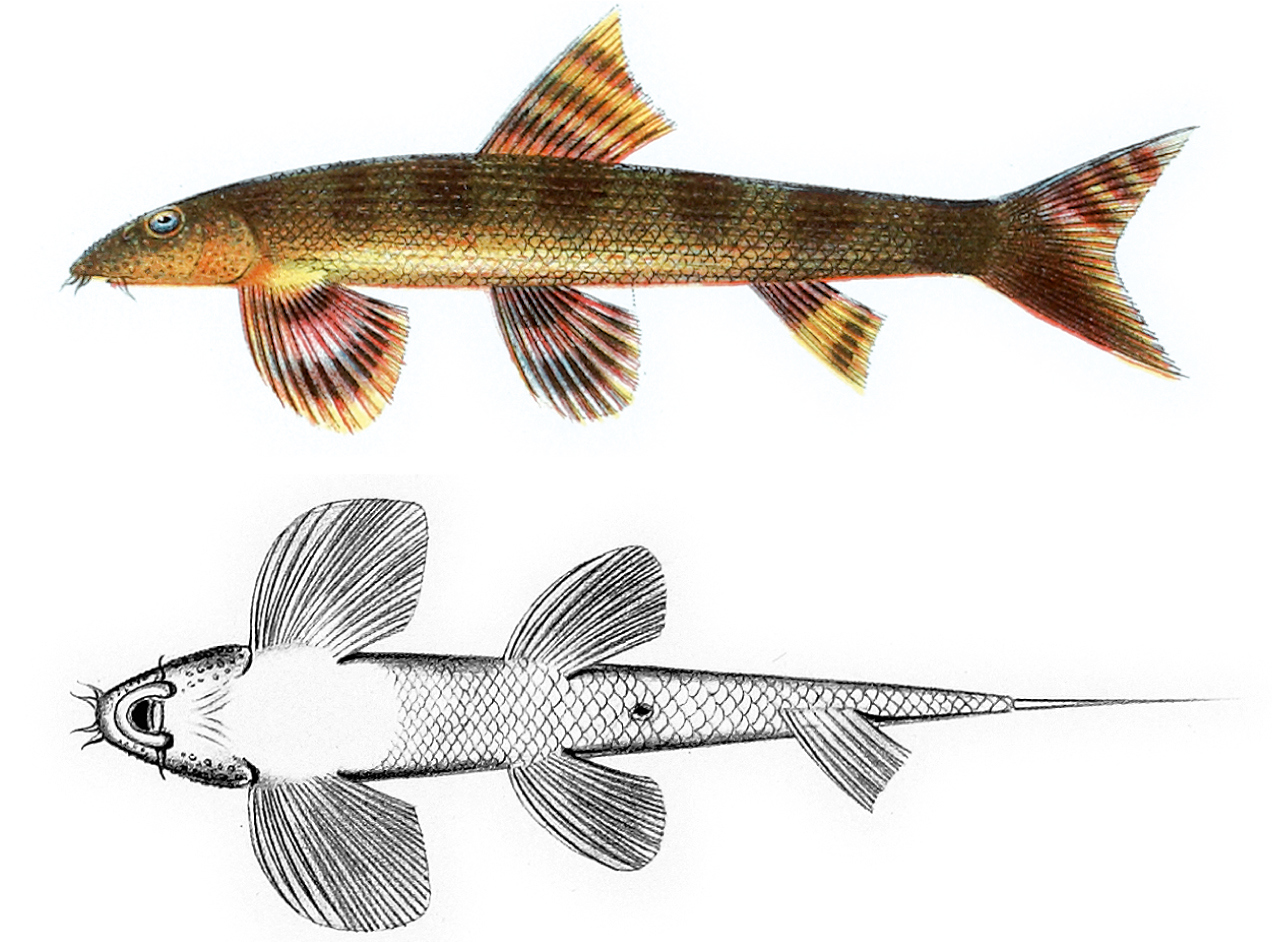

- Homaloptera(ホマロプテラ)属

クラウンロケットフィッシュ Homaloptera orthogoniata
クラウンロケットフィッシュ Homaloptera parclitella
ホマロプテラ・コンフゾナHomaloptera confuzona
ホマロプテラ・オセラータHomalopteraonfuzona
ミャンマーストライプロケットフィッシュ Homaloptera bilineata
スレンダークラウンロケットフィッシュ (ホマロプテラ・オギルビエイ) Homaloptera ogilviei
ホマロプテラ・ステファンソニィ Homaloptera stephensoni

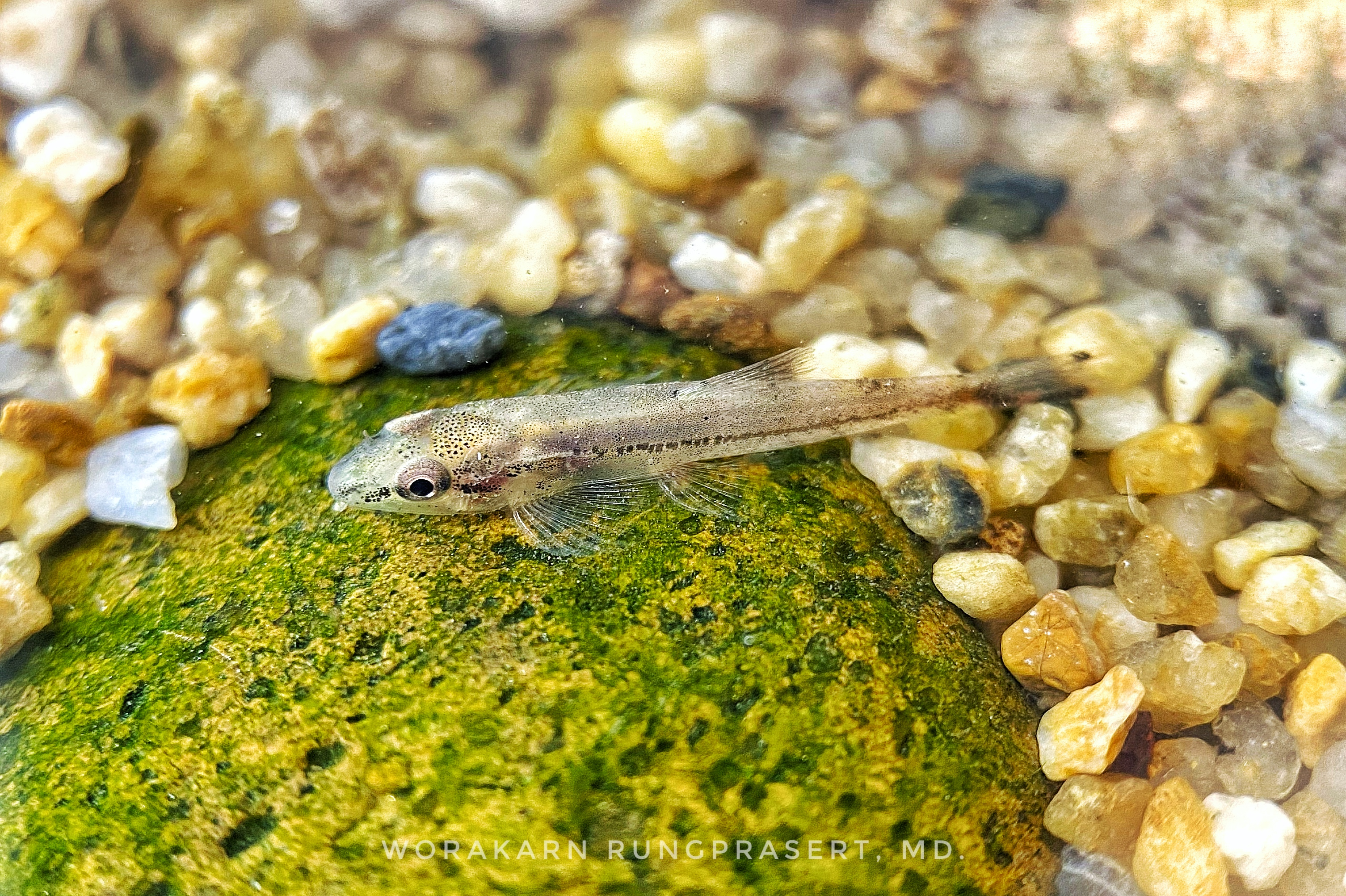

- Homalopteroides(ホマロプテロイデス)属

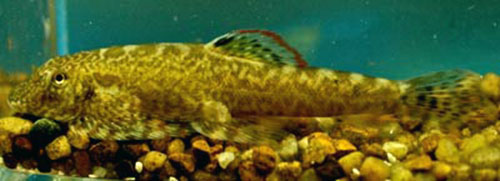

クラウンリザードフィッシュHomalopteroides smithi
ミャンマーリザードフィッシュHomalopteroides modestus
スレンダーリザードフィッシュHomalopteroides tweediei
- Jinshaia(ジンシャイア)属

ジンシャイア・シネンシスJinshaia sinensis
ジンシャイア・アブレビアータ (ヘリコプターヒルストリームローチ) Jinshaia abbreviata
- Lepturichthys(レプトリクティス)属

ホソオイワハイ (レプトリクティス・フィムブリアータ) Lepturichthys fimbriata
- Neohomaloptera(ネオホマロプテラ)属

ネオホマロプテラ・ジョホレンシス Neohomaloptera johorensis

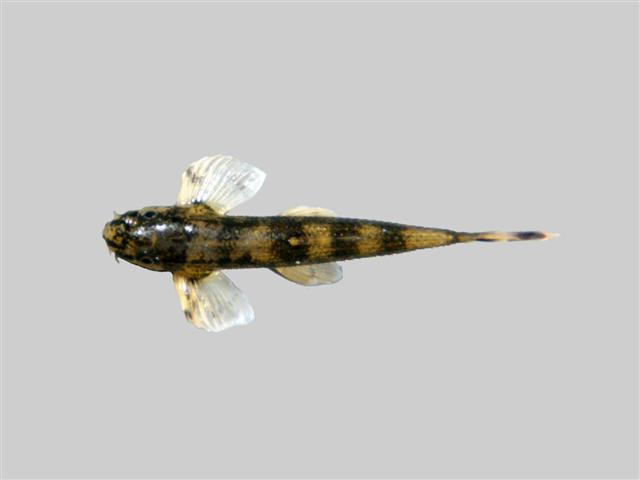

- Pseudohomaloptera(プセウドホマロプテラ)属

プセウドホマロプテラ・ユンナネンシス  (レオニールロケットフィッシュ) Pseudohomaloptera yunnanensis
プセウドホマロプテラ・レオナルディ (ホマロプテラ・レオナルディ) pseudohomaloptera leonardi
- Sinogastromyzon(シノガストロミゾン)属

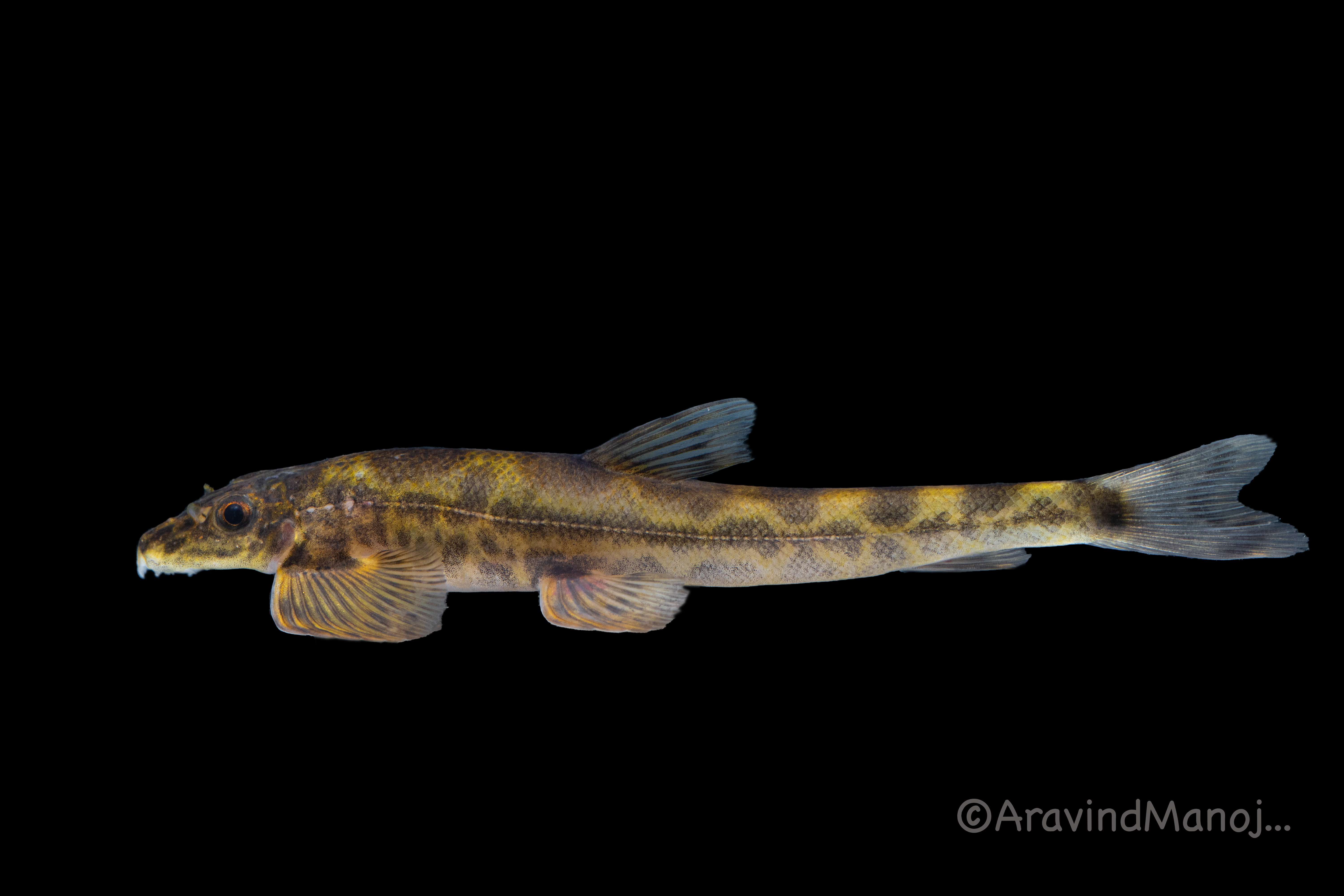

チャイナスポッテッドヒルストリームローチSinogastromyzon wui
シノガストロミゾン・スーチュアンエンシスSinogastromyzon szechuanensis
シノガストロミゾン・プリエンシス(タイガーテールバタフライ)Sinogastromyzon puliensis
- Travancoria(トラヴァンコリア)属

インドエンゼルヒルストリームローチTravancoria elongata
インドリザードフィッシュtravancoria jonesii
- Annamia(アンナミア)属

ベトナムリザードフィッシュ(ベトナムジラフローチ) Annamia normani

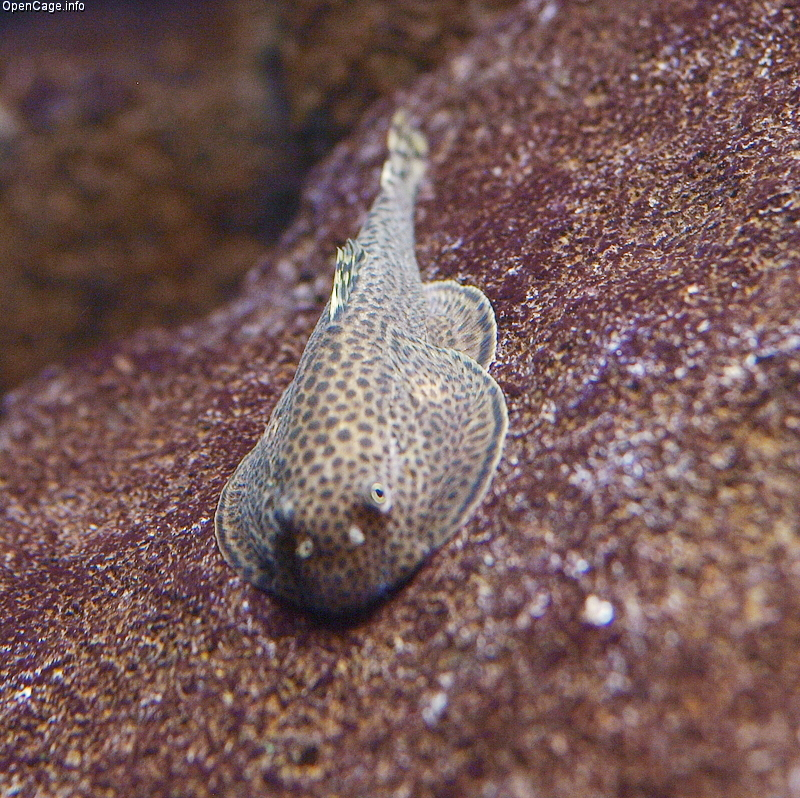

- イワハイウオ(ベアウフォルティア)属  Beaufortia

イワハイウオ(カイナンタニノボリ) Beaufortia leveretti
チャイナバタフライヒルストリームローチBeaufortia kweichowensis
ベアウフォルティア・ピンギBeaufortia pingi
- Erromyzon(エロミゾン)属

ファイヤードットタニノボリ Erromyzon kalotaenia
スレンダーゼブラヒルストリームローチ(エロミゾン・シネンシス) Erromyzon sinensis
- オオタニノボリ(フォルモサニア)属 Formosania

オオタニノボリ(タイワンリザードフィッシュ)(フォルモサニア・ラクストレ) Formosania lacustre
ヒゲグチ Formosania davidi
- Gastromyzon(ガストロミゾン)属

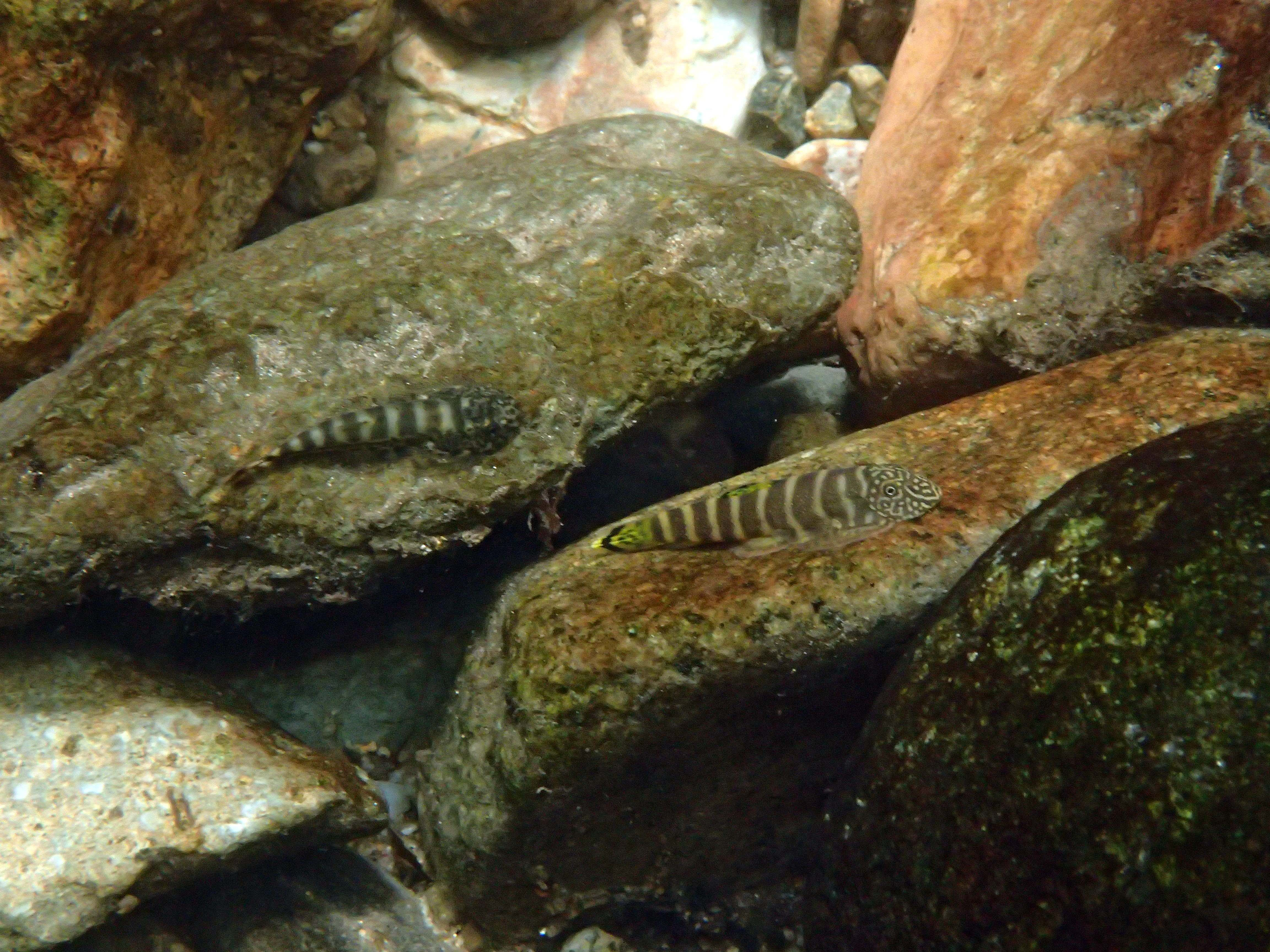
インドネシアの川で撮られた

ボルネオプレコ Gastromyzon scitulus
ボルネオプレコの一種 Gastromyzon ctenocephalus
タイガーストライプボルネオプレコ(ガストロミゾン・ゼブリナス)Gastromyzon zebrinus
タイガーガストロミゾンGastromyzon unknown
ボルネオプレコの一種(スターダスト) Gastromyzon stellatus
ボルネオプレコの一種 Gastromyzon　ocellatus
ボルネオプレコの一種 Gastromyzon　farragus
イエローフィンゼブラヒルストリームローチ Gastromyzon viriosus
ボルネオプレコの一種Gastromyzon punctulatus
ボルネオエメラルドグリーンヒルストリームローチGastromyzon lepidogaster
ブルーフィンヒルストリームローチGastromyzon aeroides
ガストロミゾン・ファスキアトゥスGastromyzon fasciatus
イワハイウオGastromyzon borneensis
- Hypergastromyzon(ヒペルガストロミゾン)属

スターチップバタフライ (シルバーチップバタフライ)Hypergastromyzon humilis
- Liniparhomaloptera(リニパルホマロプテラ)属

ホンコンリザードフィッシュ(リニパルホマロプテラ・ディスパルス) Liniparhomaloptera disparis disparis
カイナンリザードフィッシュLiniparhomaloptera disparis qiongzhongensis
- Pseudogastromyzon(プセウドガストロミゾン)属

ホンコンプレコ(プセウドガストロミゾン・マイヤシィ)Pseudogastromyzon myersi
ホンコンプレコ(プセウドガストロミゾン・ケニィ)Pseudogastromyzon cheni
チャイナゼブラヒルストリームローチ(プセウドガストロミゾン・ファスキアータス) Pseudogastromyzon fasciatus
ラティケプスヒルストリームローチ(プセウドガストロミゾン・ラティケプス)Pseudogastromyzon laticeps
プセウドガストロミゾン・ファンギPseudogastromyzon fangi
プセウドガストロミゾン・チャンタンゲンシスPseudogastromyzon changtingensis
プセウドガストロミゾン・ムラチファスキアタス Paraprotomyzon multifasciatus
- Sewellia(セウェルリア)属

ベトナムプレコ(セウェルリア・リネオラータ) Sewellia lineolata
ラオスパイソンヒルストリームローチ(セウェルリア・ブレビヴェントラリス)sewellia breviventralis
セウェルリア・マルモラータSewellia marmorata
ベトナムスポテッドヒルストリームローチSewellia albisuera

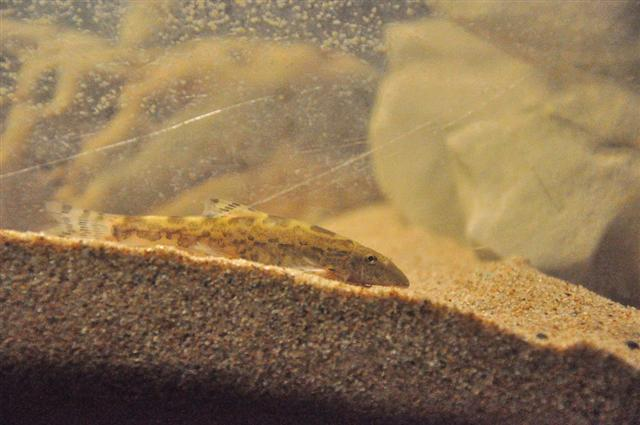

- Vanmanenia(ヴァンマネニア)属

ハイナンリザードフィッシュ(ヴァンマネニア・ハイナンエンシス)Vanmanenia hainanensis
ホンコンリザードフィッシュ(ヴァンマネニア・ピンチョウエンシス)Vanmanenia pingchowensis
バンマネニア・オルキカンプスVanmanenia orcucampus
ヴァンマネニア・サイニエンシスVanmanenia xinyiensis
中国タニノボリVanmanenia striata
- Yaoshania(ヤオシャニア)属

パンダシャークローチYaoshania pachychilus
- 他14属

## 参考書籍
中島亨　『LOACHES OF JAPAN日本のドジョウ 形態・生態・文化と図鑑』　山と渓谷社　2017年　ISBN 4635062872

## 参考リンク
おさかなマガジン
DIVISION NEOPTERYGII REGAN 1923 新鰭区
https://mayatan.web.fc2.com/bunrui_NEOPTERYGII.htm